# Krzyżanowice (gmina w województwie kieleckim)
Krzyżanowice – dawna gmina wiejska istniejąca do 1954 roku w woj. kieleckim. Siedzibą władz gminy były Krzyżanowice. 
W okresie międzywojennym gmina Krzyżanowice należała do powiatu iłżeckiego w woj. kieleckim. Po wojnie gmina zachowała przynależność administracyjną. Według stanu z dnia 1 lipca 1952 roku gmina składała się z 13 gromad: Alojzów, Bujak Nowy, Chwałowice, Gaworzyna, Jedlanka Nowa, Jedlanka Stara, Kajetanów, Krzyżanowice, Lubianka, Małomierzyce, Płudnica, Starosiedlice i Walentynów.
Jednostka została zniesiona 29 września 1954 roku wraz z reformą wprowadzającą gromady w miejsce gmin. Po reaktywowaniu gmin z dniem 1 stycznia 1973 roku gminy Krzyżanowice nie przywrócono, a z jej dawnego obszaru oraz z obszaru dawnej gminy Błaziny utworzono nową gminę Iłża w tymże powiecie i województwie.